# Курамагомедов, Шамиль Раджабович
Шамиль Раджабович Курамагомедов (род. 23 января 1991 года) — российский боец смешанных единоборств, мастер спорта России международного класса по ММА (2021), мастер спорта России по самбо (2017), мастер спорта России по рукопашному бою. Старший лейтенант Росгвардии.

## Спортивная карьера
Трёхкратный чемпион России по ММА (2019, 2021, 2022), чемпион Кубка мира по боевому самбо (2010), призёр чемпионата мира по ММА (2019), трёхкратный призёр чемпионата России по боевому самбо (2017, 2018, 2020). В начале июня 2022 года в очередной раз стал чемпионом России по ММА. 28 февраля 2023 года в финале чемпионата России по боевому самбо в Перми уступил Михаилу Кашурникову из Москвы. 

## Спортивные достижения
- Чемпионат России по боевому самбо 2017 — ;
- Чемпионат Европы по самбо 2018 — ;
- Чемпионат России по самбо 2020 — ;
- Чемпионат России по самбо 2023 — ;
- Чемпионат России по самбо 2025 — ;